# Typhlodromus athenas
Typhlodromus athenas är en spindeldjursart som beskrevs av Swirski och Emile Enrico Ragusa 1976. Typhlodromus athenas ingår i släktet Typhlodromus och familjen Phytoseiidae. Inga underarter finns listade i Catalogue of Life.